# Poriadie
Poriadie (hongrois : Erdősor) est un village de Slovaquie situé dans la région de Trenčín.

## Histoire
La première mention écrite du village date de 1955.

## Démographie

### Évolution de la population
| Année:               | 1994. | 2004.   | 2014.   | 2024.   |
| -------------------- | ----- | ------- | ------- | ------- |
| Nombre de personnes: | 718   | 695     | 705     | 703     |
| Différence:          |       | -3,20 % | +1,43 % | -0,28 % |

| Année:               | 2023. | 2024.   |
| -------------------- | ----- | ------- |
| Nombre de personnes: | 713   | 703     |
| Différence:          |       | -1,40 % |